# Le Martyre de saint Maurice
Le Martyre de saint Maurice est un tableau peint par Le Greco entre 1580 et 1582. Il mesure 448 cm de haut sur 301 cm de large, représentant le martyre de saint Maurice d'Agaune et le´massacre de la légion thébaine par l'empereur Dioclétien. Il est conservé au Escurial à San Lorenzo de El Escorial.
Commandé en 1579, par le roi Philippe II d'Espagne, il était destiné au palais de l'Escurial. Mais ce tableau n'a pas convenu au roi, ni à la Cour, ni à l'Inquisition, qui ne le trouvaient pas assez fidèle à l'esprit du concile de Trente, c'est-à-dire à la nécessité de donner envie de prier devant la toile.
Ce concile, en réaction aux reproches du protestantisme sur ce qui lui semblait être de l'idolâtrie, a distingué le culte de dulie, qui doit être une simple vénération, du culte destiné à Dieu et lui seul. Ce tableau représente effectivement des personnages dans le ciel, qui évoquent une nature divine du saint.
Le tableau du Greco fut estimé 800 ducats, à réception par le peintre florentin Romulo Cincinnato, peintre qui obtient la commande de remplacer l'œuvre du Greco. La toile originale du Greco fut payée par le roi. Elle comportait un haut cintré avec des anges. Elle fut alors coupée de manière à former une toile rectangulaire, profane et placée au musée de l'Escorial.